# Gares en mouvement

Ancien logo de Gares en mouvement.

Gares en mouvement est un programme lancé en 2003 par la SNCF, plus précisément par la Direction des gares et de l'escale (DGE), pour rénover les plus grandes gares de son réseau.

## Description du programme
Le but de ce programme est de transformer les gares, qui ne sont habituellement que des lieux de passage, en lieux de vie et d'animation, à l'instar des centres commerciaux.
Il s'agit donc de remettre les gares à neuf, d'améliorer leur accessibilité, le stationnement à leurs abords, leur propreté, leur sécurité, ou encore d'augmenter le nombre de commerces et de services (tels que la couverture Wi-Fi) qu'elles proposent. Ainsi, un centre d'affaires, exploité par Multiburo, a été ouvert au sein de la gare de Lyon à Paris).
L'objectif était que les 60 plus grandes gares soient certifiées NF Service par AFNOR Certification avant 2007 ; 16 gares avaient obtenu cette certification au mois de juin 2004.
Plus de 15 millions d'euros par an sont dépensés dans ce dispositif, en cofinancement avec les collectivités locales.
Cela se traduit également par la mise en place en 2006 de gares-en-mouvement.com, un site web destiné à informer les usagers en temps réel sur les trains (horaires, quais de départ et d'arrivée), et à présenter gare par gare les services proposés,.
Le développement durable fait aussi partie de la démarche, avec le projet de mettre les 168 plus grandes gares à la norme ISO 14001 avant 2015 ; la première d'entre elles fut la gare Montparnasse en janvier 2008.